# Islas de Argentina en el canal Beagle

Departamento Ushuaia.

Las islas argentinas del canal de Beagle han sido confirmadas como parte soberana de la República Argentina luego de una larga disputa limítrofe con la República de Chile concerniente a la traza del canal Beagle, afectando la soberanía de las islas de su interior y los espacios marítimos adyacentes. Todas pertenecen al Departamento Ushuaia de la Provincia de Tierra del Fuego, Antártida e Islas del Atlántico Sur.

## Lista de las islas
Las islas bajo soberanía de la Argentina dentro de las aguas del canal de Beagle 
(que incluyen también algunos pequeños islotes cercanos a la costa sudeste de la isla Grande de Tierra del Fuego) son, de oeste a este:

### Islas en labahía Lapataia

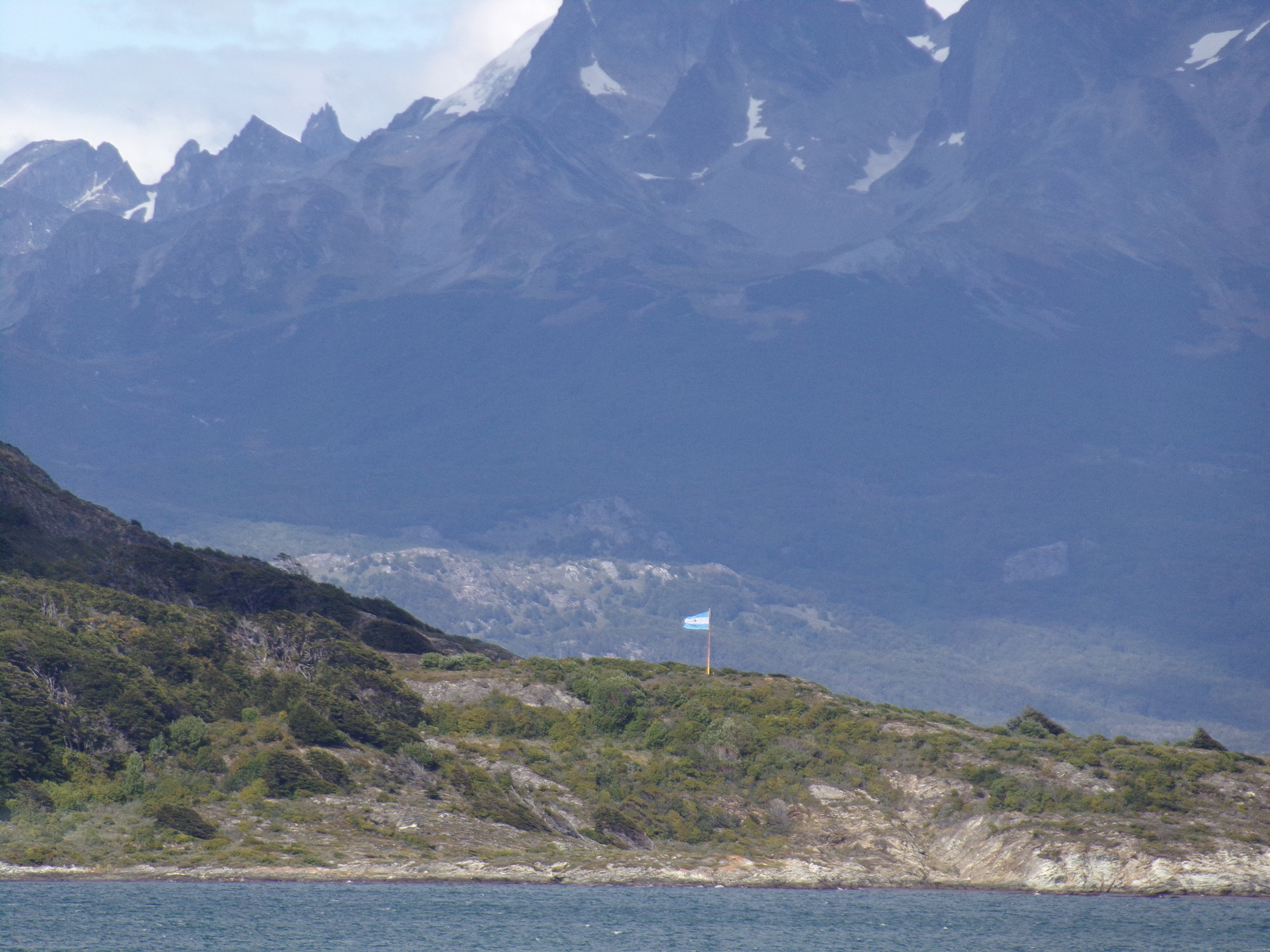
Bandera argentina en la isla Redonda.

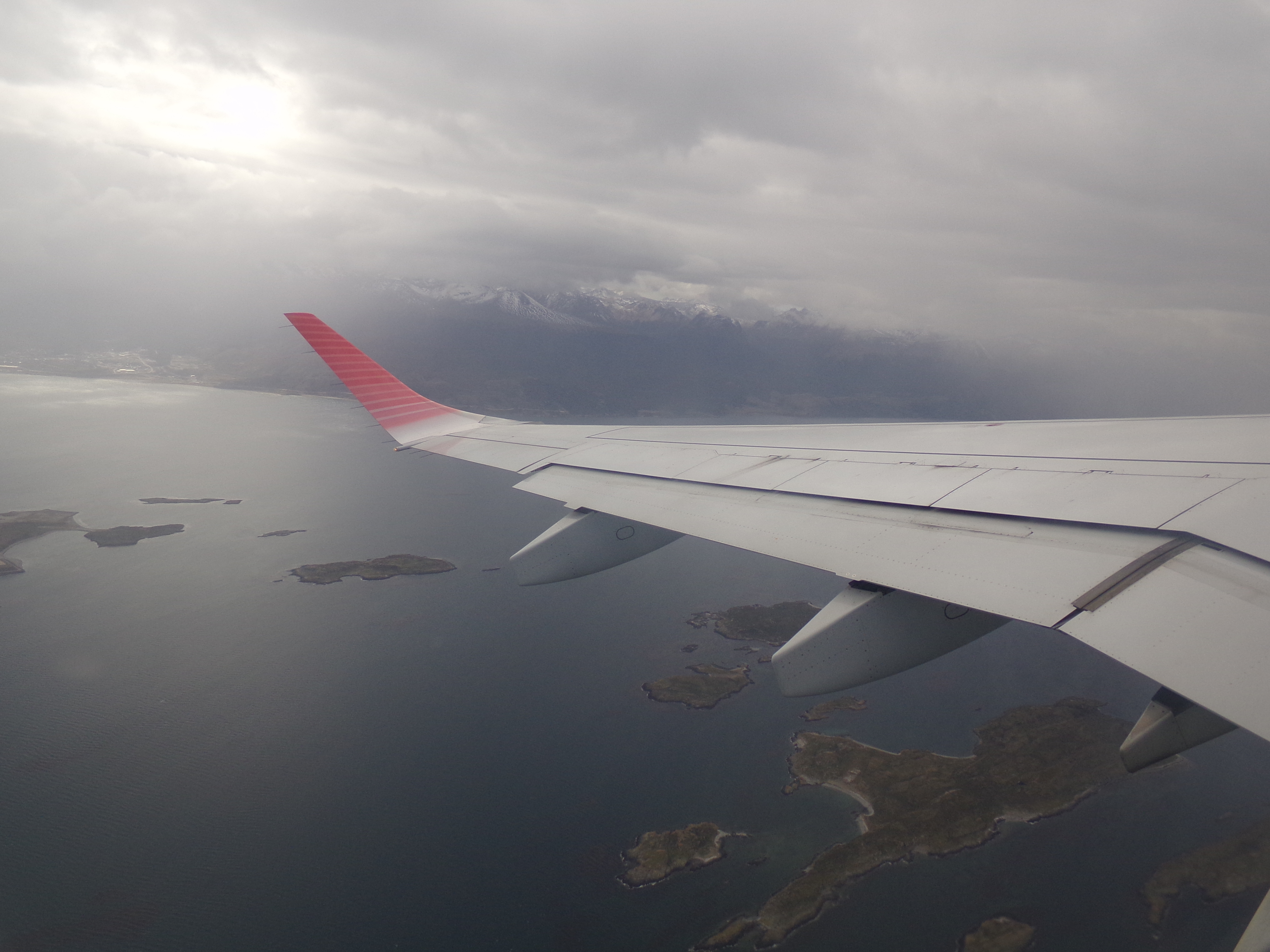
Algunas de las islas Bridges vistas desde un Embraer 190 de Austral Líneas Aéreas después de despegar en el aeropuerto de Ushuaia.

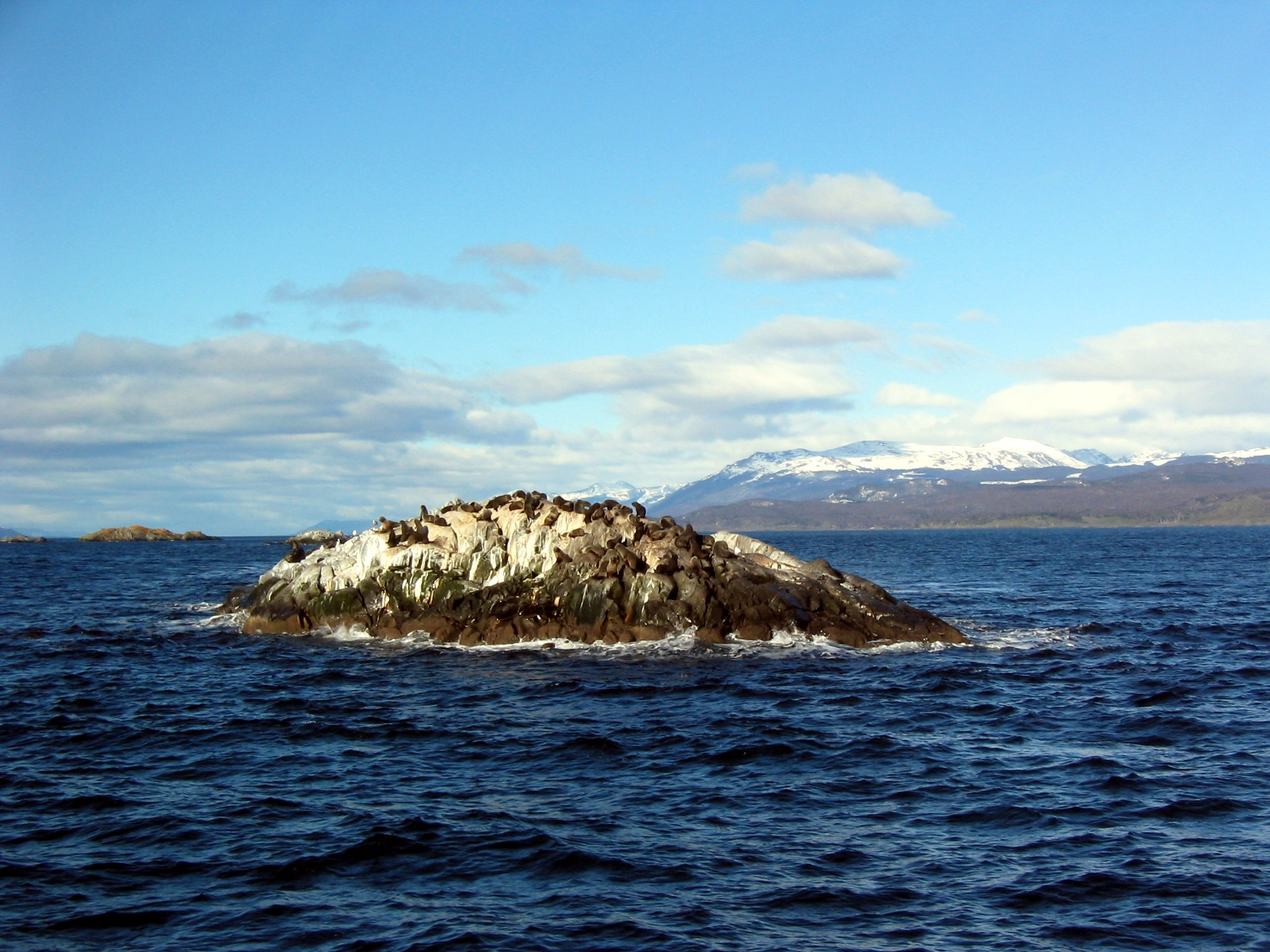
La Isla de los Lobos puede ser visitada en excursiones turísticas que navegan el Canal de Beagle.

- Redonda (de 900 m de largo y 100 m de alto).
- Estorbo

### Warden(a 4,5 km de Ushuaia)
- Casco
- Chata
- Conejo

### Bridges
- Bridges (de 2 km de largo)
- H (de 1 km de largo)
- Reynols
- Leeloom
- Mary Ann (muy invadida de conejos).

### Alicia
- Alicia del Norte 54°51.3′S 68°13.4′O / -54.8550, -68.2233
- Alicia del Sur (también llamado turísticamente: Isla de los Pájaros).

### Bertha
- Bertha Mayor
- Bertha Este

### Willie
- Willie Mayor
- Willie Noroeste

### Lucas
- Lucas Mayor
- Lucas Este
- Lucas Noreste

### Despard
- Despard
- Despard Noreste 54°52.1′S 68°09.9′O / -54.8683, -68.1650

### Les Éclaireurs(a 16 km de Ushuaia)
- Faro Centro
- Faro Sur o Este 54°52.4′S 68°06′O / -54.8733, -68.100
- Faro Oeste 54°52.3′S 68°06.6′O / -54.8717, -68.1100
- Sur del Faro Sur

### Gabley otrasislas de la Estancia Harberton
- Gable (la mayor isla argentina en el Beagle: 18,60 km²) 55°55′S 67°30′O / -55.917, -67.500
- Warú
- Upú
- Yunque
- Martillo (Yécapasela, en idioma yagán. Superficie: 32 ha, o 0,32 km²).
- las Cigüeñas
- Toro

### Hakenyeshka(10 km al oeste de las Becasses)
- Hakenyeshka
- Belgrano 54°53.8′S 67°12.8′O / -54.8967, -67.2133

### Islas Becasses
- Becasses Oriental 54°57.5′S 67°00.8′O / -54.9583, -67.0133

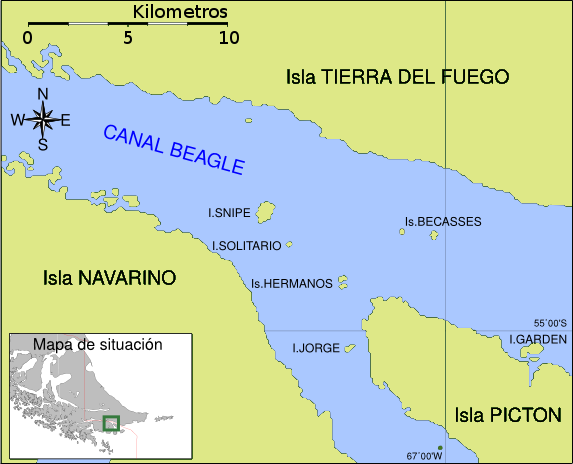
Mapa de un tramo del canal Beagle donde se observan las islas Becasses.

- Becasses Septentrional (con baliza para ayuda a la navegación,[2] y puesto de vigilancia y control del tráfico marítimo Becasses de la Armada Argentina).[3]
- Becasses Meridional

### Islas frente a laisla Nueva
- Islote Blanco 55°03′S 66°32′O / -55.050, -66.533 de solo 1 hectárea (0,01 km²). Esta ínsula es el punto más austral del territorio con soberanía no disputada de la Argentina.

## Historia
En 1971 ambos países acordaron en un Compromiso de Arbitraje someter la soberanía de las islas ubicadas en ese canal a la sentencia de un Tribunal Arbitral que debía dar a conocer su decisión a la reina Isabel II de Inglaterra. Algunas interpretaciones en Chile del texto del tratado limítrofe de 1881 determinaban que el límite binacional terminaba en la costa austral de la isla Grande de Tierra del Fuego, y la totalidad de las aguas del canal, junto con todas sus islas, serían chilenas. Si este fuera el caso, la Argentina tendría una costa seca, es decir tendría costa, pero no acceso al mar. Entre quienes sostuvieron esa tesis destacan, quien la esbozaría en 1905, el periodista Arturo Fagalde, y el estudioso Jaime Eyzaguirre, quien desarrolló la teoría de la línea de la costa seca durante la primera mitad del siglo XX:

Luego la línea no se introduce en el canal, no lo comprende, queda fuera de él, solo lo toca en su borde superior. El canal resulta así entero de Chile. Si el tratado hubiera dicho que la línea llegaba hasta el medio o centro o hasta el eje del canal, se habría entendido que la mitad norte del mismo correspondería a Argentina y la mitad sur a Chile. Pero habría que torcer los términos claros del acuerdo para llegar a esta conclusión.

Esta interpretación fue llevada por Chile en la consulta al Tribunal Arbitral que dictó luego el Laudo Arbitral de 1977, pero solo como petitorio alternativo, en el punto segundo al final de las audiencias orales del 14 de octubre de 1976. En su falló la corte arbitral señaló que «toda atribución de un territorio debe ipso facto traer aparejado sus aguas anexas», por lo tanto consideró inaceptable la tesis chilena, aunque la misma solo fue planteada como una alternativa por este país. Seguidamente demarcó la traza del límite binacional sobre el canal de Beagle, otorgándole a la Argentina las islas ubicadas al norte de esta. Si bien posteriormente la Argentina declararía «insanablemente nula» a la decisión arbitral, en las negociaciones binacionales de los años posteriores al fallo el resultado del laudo en este sector fue respetado. El conflicto se solucionó finalmente con la firma del Tratado de 1984, en donde ambos gobiernos aceptaron la propuesta de la Santa Sede que reconocía la frontera trazada por el laudo arbitral en el canal Beagle (aunque sin nombrarla explícitamente en el tratado), la cual otorgaba las islas en la mitad norte del canal a la Argentina y las islas desde la mitad hacia el sur a Chile. El laudo y el tratado coincidieron con la distribución preexistente de facto de las islas, por lo que ninguna isla ocupada por Argentina fue cedida a Chile y viceversa.

## Origen geológico
El origen del canal se remonta a las últimas fases de las glaciaciones cuaternarias, como resultado del avance de un glaciar que descendió de la cordillera de Darwin y avanzó por un valle longitudinal. Posteriormente, ante el retroceso posglacial, fue invadido por el mar. Son diversos los rasgos que atestiguan estos procesos geológicos; entre ellos destaca el perfil transversal de forma de «U», con la berma visible, así como la presencia de morrenas laterales e islas rocosas pulidas por el hielo, las cuales eran en ese momento nunataks del gigantesco glaciar.

## Clima

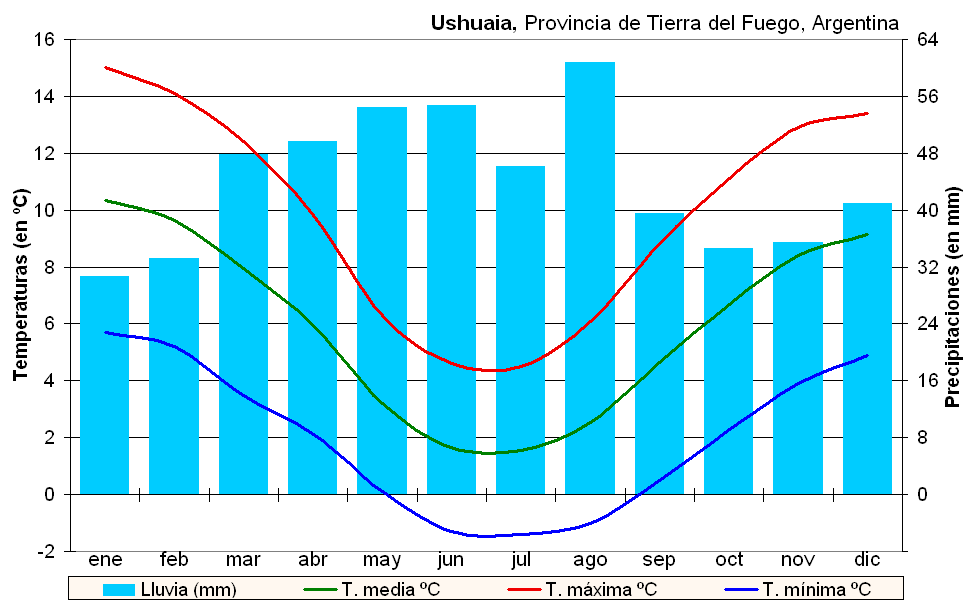
Climograma de Ushuaia.

El clima de estas islas pertenece al subpolar oceánico, o al «patagónico húmedo».
Poseen una temperatura media anual de 5,7 °C y una escasa oscilación térmica anual, que va de –0,3 en julio a 9,4 °C en enero; son extrañas las temperaturas de más de 15 °C en verano o menores a –8 °C en invierno. Los récords de temperaturas absolutas son 29,4 °C (ocurrió en diciembre) y –25,1 °C (ocurrió en julio). Tal es lo persistente del frío que en pleno verano austral se han registrado eventuales nevadas, o temperaturas de solo –6 °C. Las precipitaciones, que en invierno suelen ser en forma de nieve, están repartidas equitativamente a lo largo del año sumando un total de 524 mm, pero, si bien parecerían exiguas, a causa de la constante temperatura baja se tornan suficientes para otorgarles a estas islas un clima húmedo; también ayuda para ello el alto promedio de días con alguna precipitación ―200 días al año―, siendo también alto el número de días nublados o brumosos.

## Flora

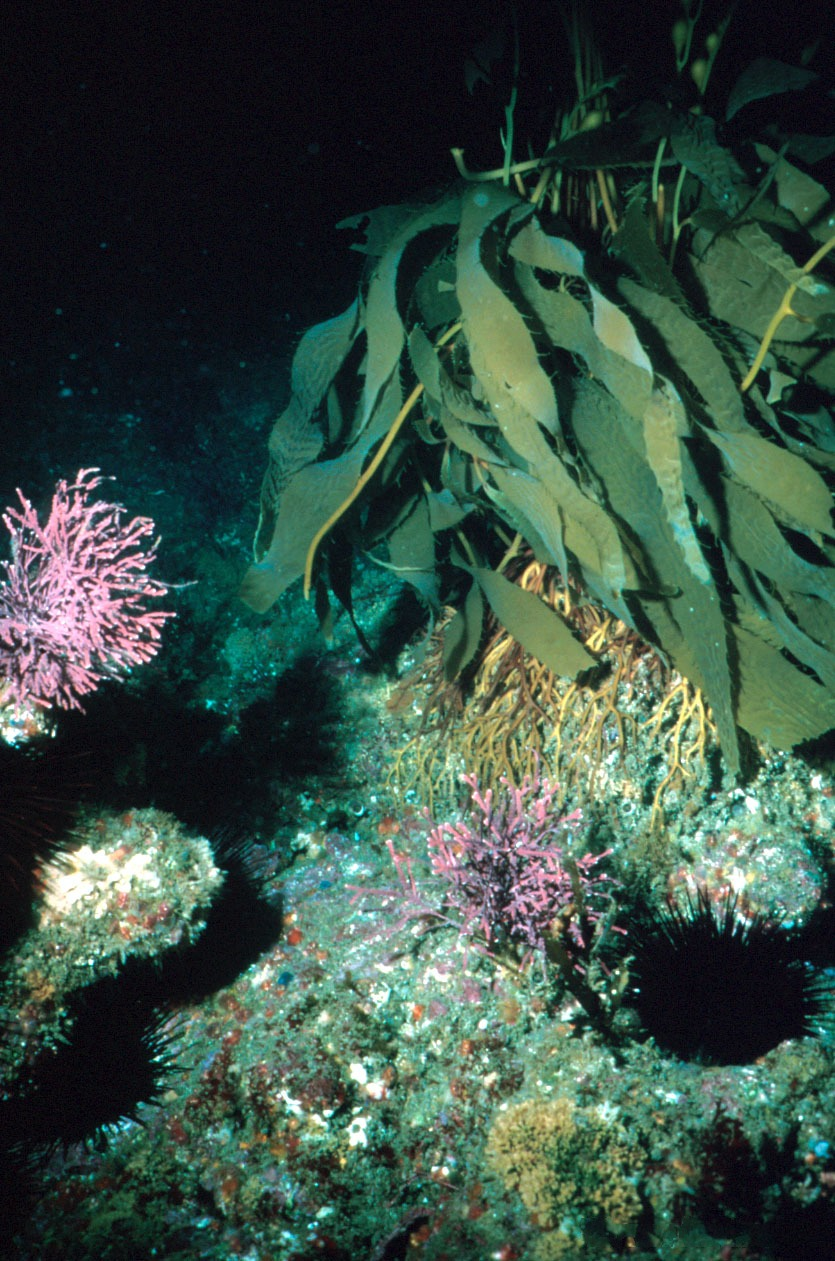
Cachiyuyos gigantes (Macrocystis pyrifera).

A pesar de que las temperaturas son frías todo el año, las costas del canal se encuentran cubiertas de altos bosques magallánicos, pero estas islas, en razón de los fuertes vientos que soplan desde el cuadrante oeste, originados en el Pacífico, solo muestran algunas quebradas boscosas en las islas mayores, mientras que en el resto de las superficies solo se puede encontrar tundra magallánica, arbustos bajos, y pastizales. Pero las aguas que las rodean son notables por poseer bosques sumergidos de cachiyuyos gigantes, alga parda de enormes proporciones, la cual sostiene una rica biodiversidad marina.

## Fauna
Sus aguas son ricas en aves y mamíferos marinos, peces, y diversos invertebrados, de los cuales se destaca especialmente la centolla patagónica de carne conocida por su delicado sabor, constituyéndose en el plato culinario típico de la comarca. Algunas de las islas presentan apostaderos de lobos marinos de un pelo y de dos pelos.
También alojan importantes colonias reproductivas de aves marinas, destacándose las de gaviotas australes y de cormoranes imperiales.
Sus aguas y costas pertenecen a la ecorregión Canales y Fiordos del sur de Chile (cuyo nombre internacional es Channels and Fjords of Southern Chile, número 187). Cuentan con especies típicas del sudeste del océano Pacífico, siendo comunes en el sur de Chile, isla de los Estados, y hasta otras llegan a las islas Malvinas, pero algunas son raras en el sector argentino de la isla Grande de Tierra del Fuego y todas están ausentes en el resto del país. Entre ellas podemos enumerar al delfín chileno, al chungungo (una «nutria marina»), el matamico grande, la remolinera negra, y el pato vapor del Pacífico. En la isla Martillo se encuentra la única colonia del canal Beagle del pingüino patagónico, y la única colonia en Sudamérica del pingüino papúa.

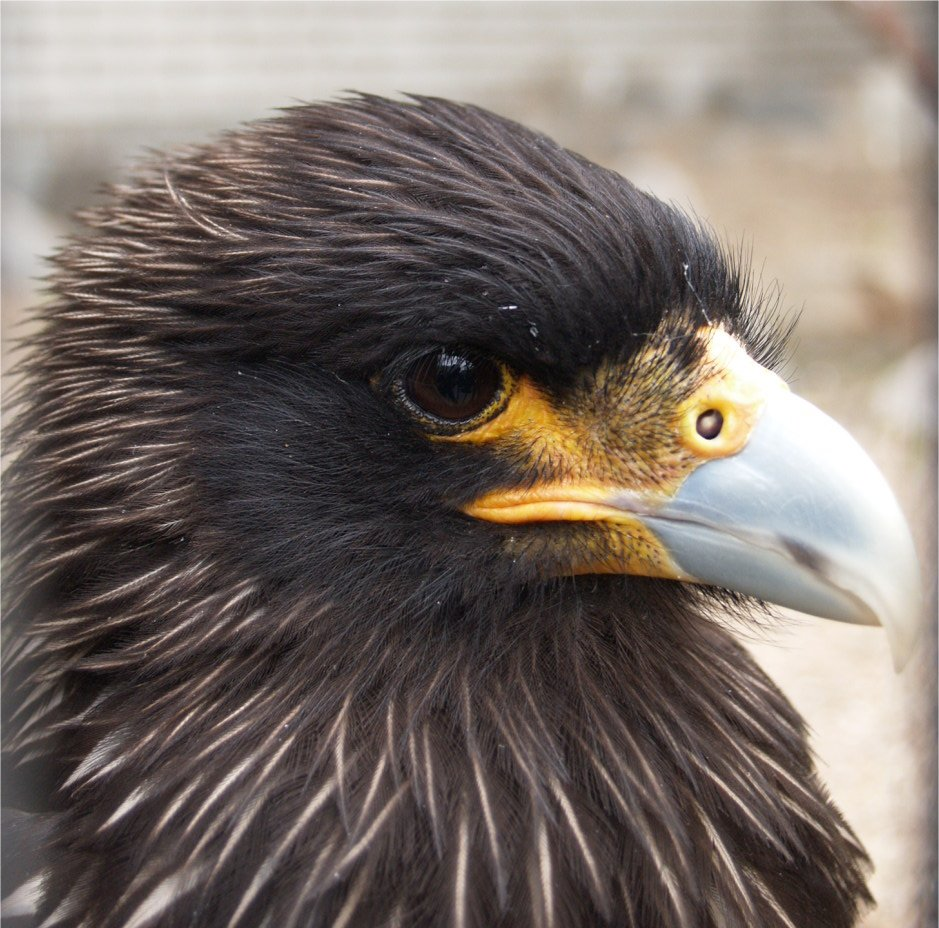
Matamico grande.
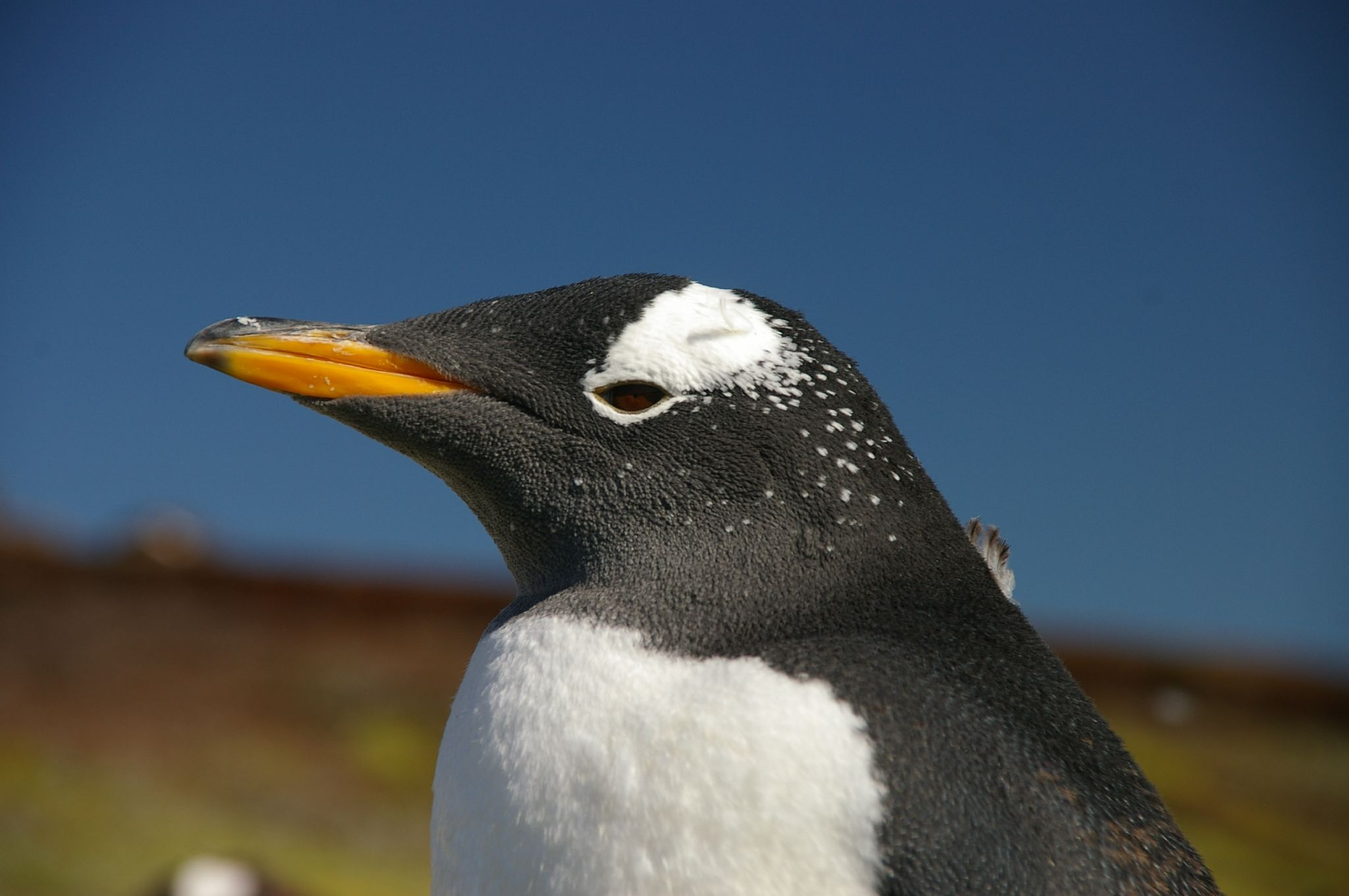
Pingüino papúa.
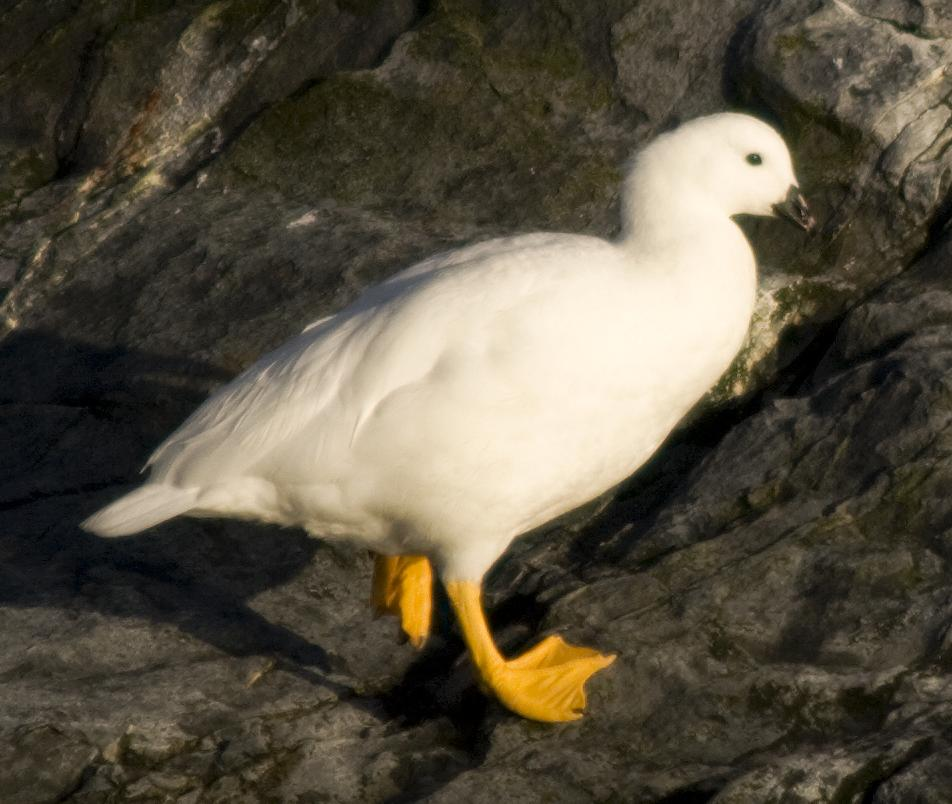
Caranca o cauquén de mar.
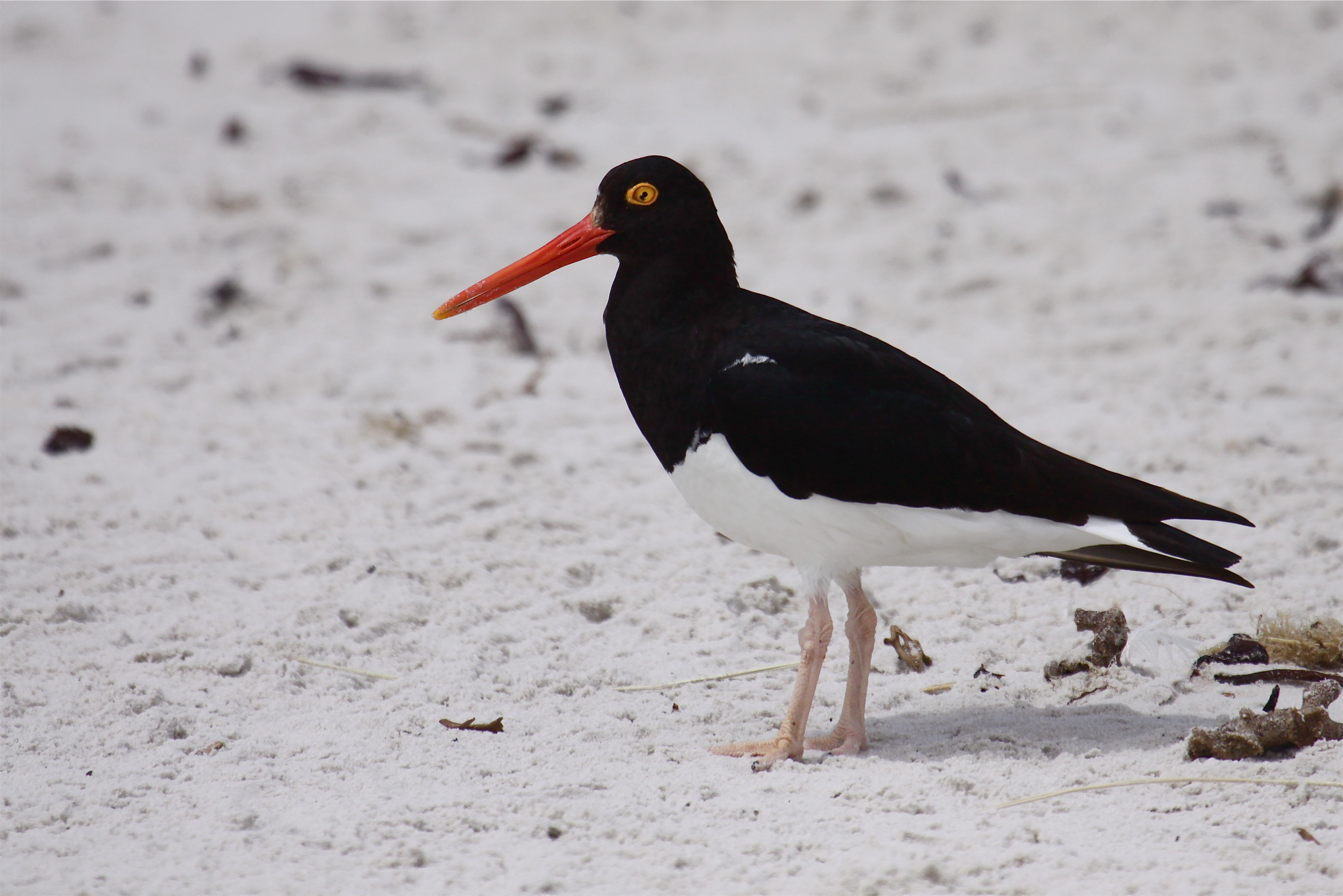
Ostrero austral.
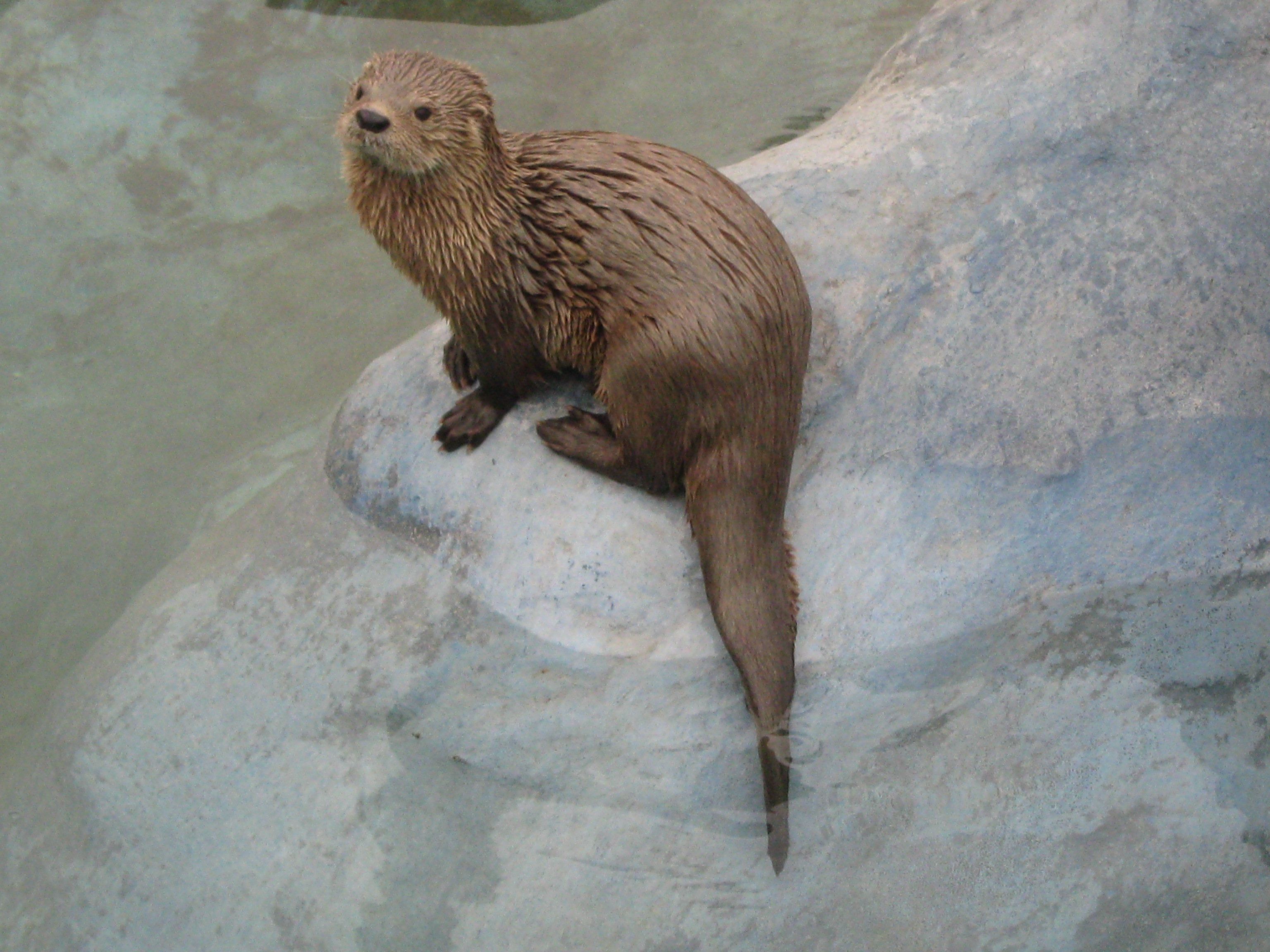
Chungungo.
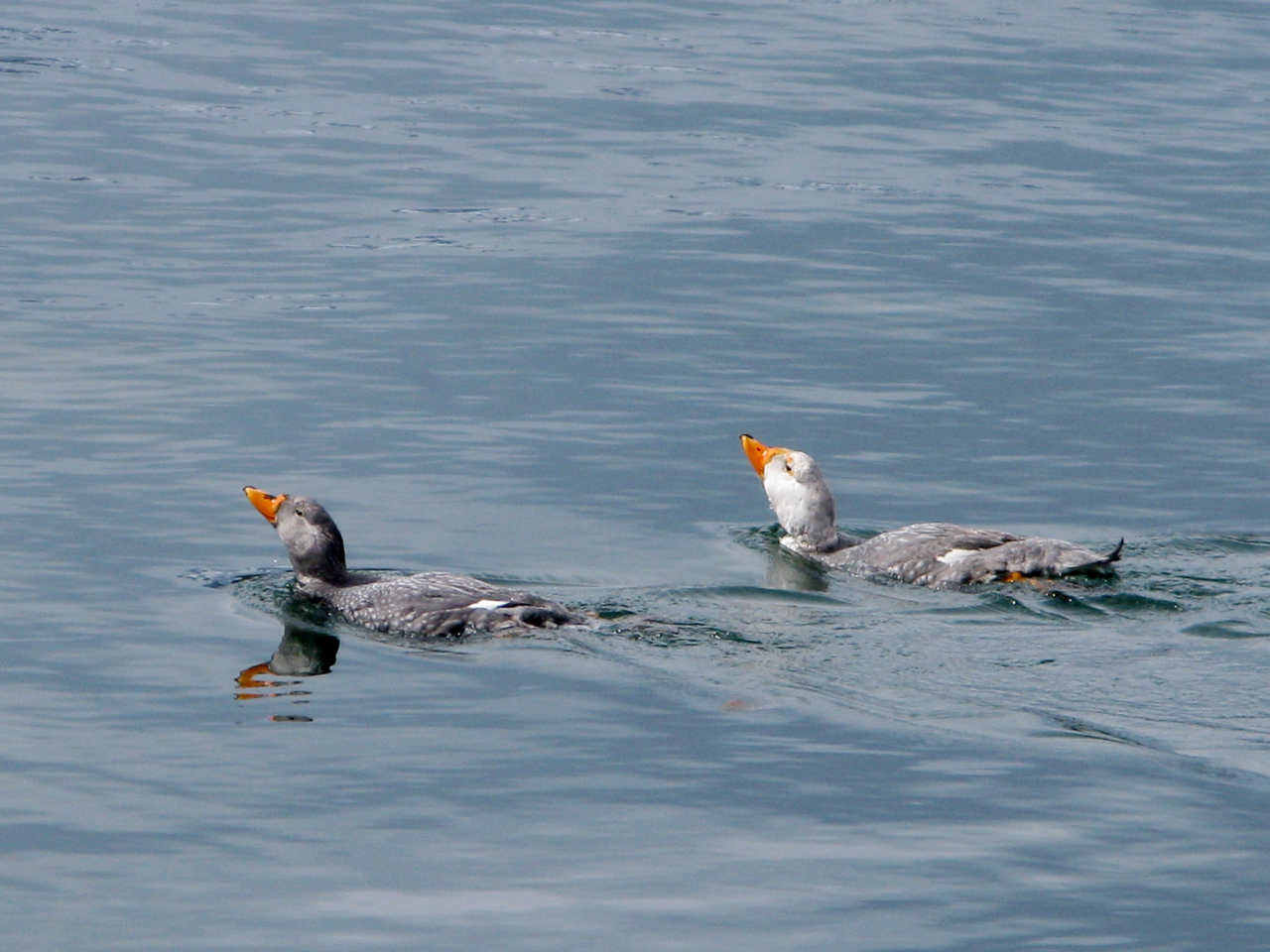
Pareja de Pato vapor del Pacífico.
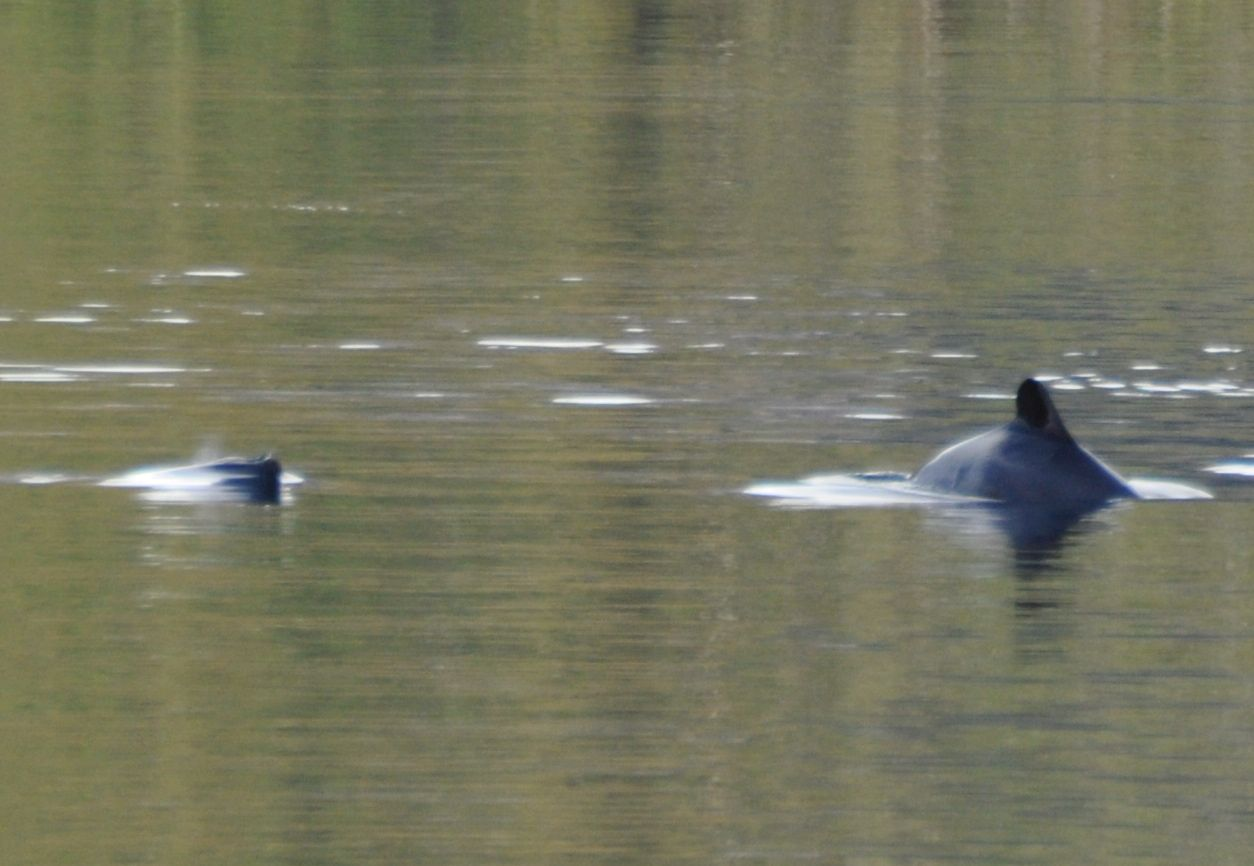
Delfines chilenos.

## Atractivos turísticos
Muchas de estas islas se han convertido en importantes atractivos turísticos. Los viajeros que buscan conocerlas parten desde el muelle turístico Eduardo Brisighelli, de la ciudad de Ushuaia, mediante excursiones marítimas por el canal de Beagle.

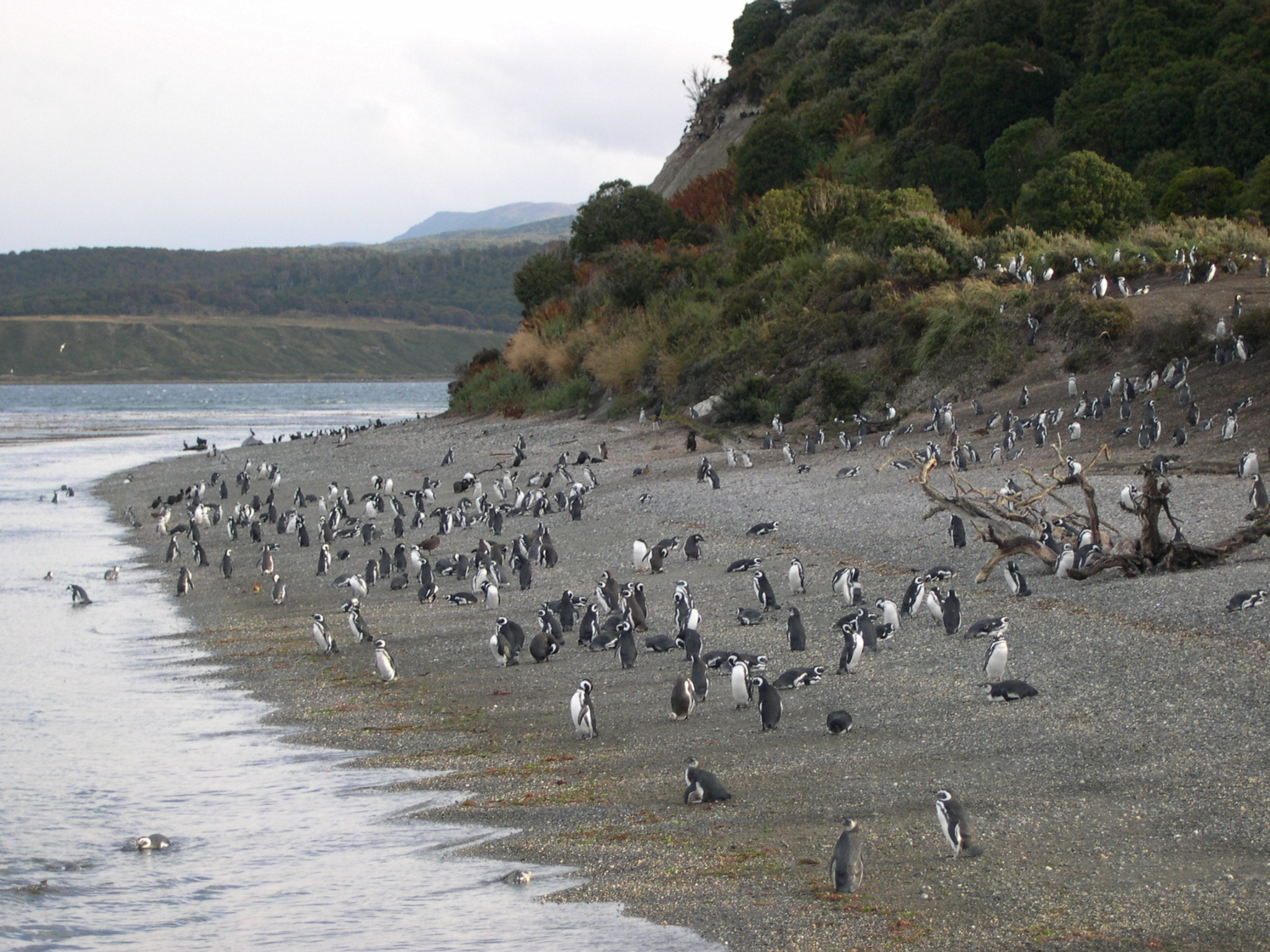
Pingüinera de la isla Martillo; puede ser visitada en una excursión turística que navega el canal de Beagle.